# Regla de san Agustín

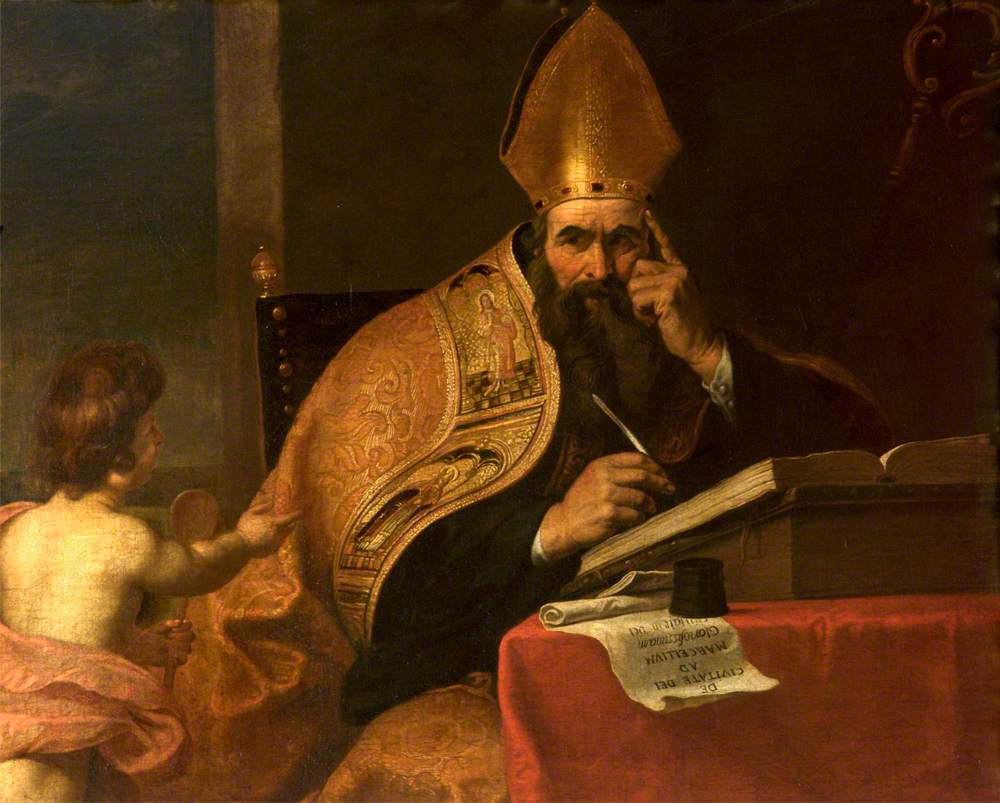
Gerard Seghers, San Agustín de Hipona (354–430)

La Regla de san Agustín se refiere al conjunto de normas que Agustín de Hipona, conocido como san Agustín, redactó para organizar la vida de la comunidad cuando fundó el monasterio de Tagaste, en el norte de África, y si bien las elaboró en tres momentos distintos, en el fondo se reducen a una sola.
La regla del santo es la más antigua de Occidente, ya que es  del siglo IV d. C. al siglo V d. C. En ella regula las horas canónicas, las obligaciones de los monjes, el tema de la moral y los distintos aspectos de la vida en monacato.
Muchos monasterios africanos adoptaron las reglas de san Agustín. Siglos más tarde fueron también adoptadas por órdenes clericales como los premonstratenses (siglo XII d. C.), los propios agustinos (siglo XIII d. C.) y los dominicos, los mercedarios y los servitas (siglo XIII d. C.).

## Contenido

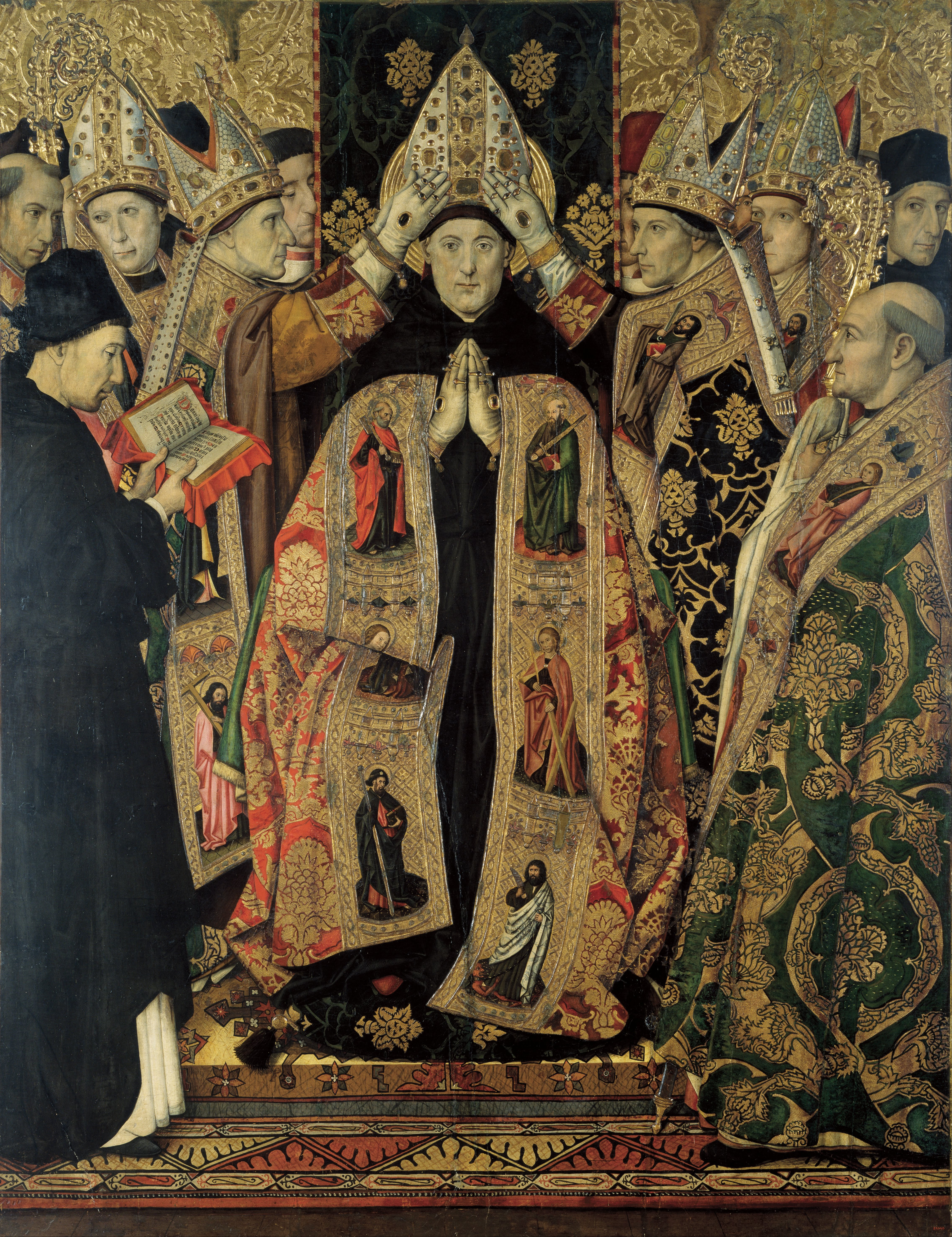
Jaume Huguet - Consecration of Saint Augustine

El título, Regla de San Agustín, se ha aplicado a cada uno de los siguientes documentos:
- Carta 211 dirigida a una comunidad de mujeres. San Agustín escribió esta carta en 423 a las monjas en un monasterio en Hipona que había sido gobernado por su hermana y en el que vivían su prima y su sobrina. Aunque escribió principalmente para calmar problemas relacionados con la nominación de un nuevo superior, Agustín aprovechó la oportunidad para discutir algunas de las virtudes y prácticas esenciales para la vida religiosa tal como la entendió: enfatizó consideraciones tales como la caridad, la pobreza, la obediencia, el desapego del mundo, la distribución del trabajo, los deberes mutuos de los superiores e inferiores, la caridad fraterna, la oración en común, el ayuno y la abstinencia proporcional a la fuerza del individuo, el cuidado de los enfermos, el silencio y la lectura durante las comidas.

- Los sermones 355 y 356 titulados «De vitâ et moribus clericorum suorum» [Sobre la vida y las prácticas de su clero]. En estos sermones el santo habla sobre la observancia monástica del voto de pobreza. Agustín intentó disipar las sospechas que albergaban los fieles de Hipona contra el clero que llevaba una vida monástica con él en su residencia episcopal. La lectura de estos sermones revela el hecho de que el obispo y sus sacerdotes observaron una pobreza estricta y se conformaron al ejemplo de los apóstoles y los primeros cristianos al usar su dinero en común. Esto se llamó la Regla Apostólica.

- De opere monachorum, una parte de la Regla redactada para empleados. Aurelio, obispo de Cartago, estaba muy perturbado por la conducta de los monjes que se dedicaban a la ociosidad con el pretexto de la contemplación, y a petición suya, San Agustín publicó un tratado titulado De opere monachorum en el que demuestra por la autoridad de la Biblia, el ejemplo de los apóstoles, e incluso las exigencias de la vida, que el monje está obligado a dedicarse a trabajos serios. En varias de sus cartas y sermones se encuentra un complemento útil a su enseñanza sobre la vida monástica y los deberes que impone. En su tratado, De opere monachorum, inculca la necesidad del trabajo, sin embargo, sin someterlo a ninguna regla, la obtención del sustento lo hace indispensable. Los monjes, por supuesto, dedicados al ministerio eclesiástico observan, ipso facto, el precepto del trabajo, de cuya observancia se dispensan legítimamente los enfermos.

- «De vitā eremiticā ad sororem liber», un tratado sobre la vida eremítica de San Elredo de Rieval, abad de Rievaulx, Inglaterra, quien murió en 1166.

- Una regla conocida como Regula secunda;

## Contenido de la Regula ad servos dei

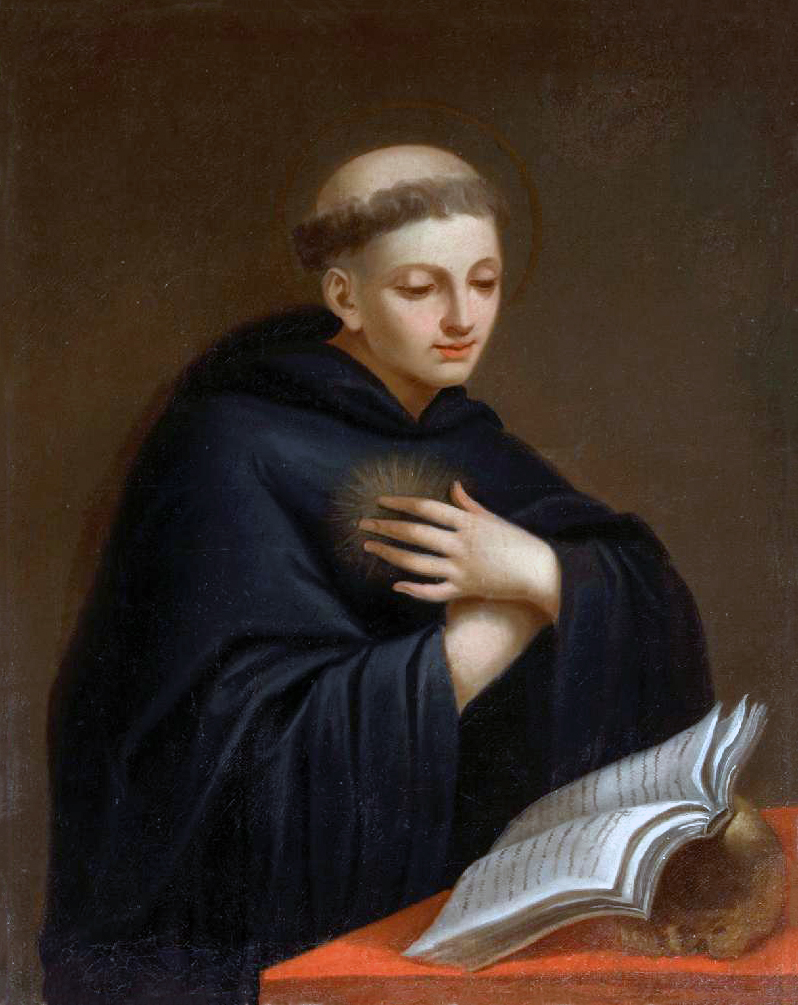
Nicolás de Tolentino (Sant'Angelo in Pontano; 1245 - Tolentino; 10 de septiembre de 1305) fue un sacerdote, místico católico italiano y el primer santo de la Orden de San Agustín.

La Agustina Regula ad servos Dei es corta pero rica en contenido. Sus preceptos son pocos y esenciales. Su originalidad radica sobre todo en haber interpretado el monasticismo no como "soledad" sino como una unión perfecta de los hermanos: la raíz "monos" de la terminología monástica sigue significando "solo", pero ahora en referencia al dictado apostólico de "un corazón y un alma". Este es el análisis de los capítulos de la Regla:
- I: caridad y pobreza
- II: oración
- III: las formas de ascetismo
- IV: castidad y custodia mutua
- V: No consideres nada como propio, ni siquiera a ti mismo.
- VI: Perdón de los delitos.
- VII: autoridad y obediencia
- VIII: Exhortación a observar la regla.

## Vida monástica de San Agustín

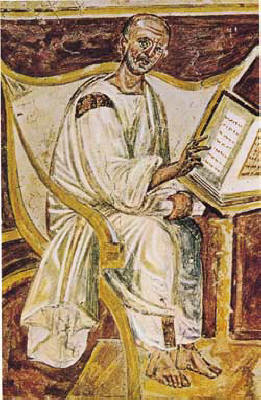
El primer retrato conocido de San Agustín en un fresco del, Letrán, Roma.

Agustín era un canon regular. Este hecho se destaca inequívocamente en la lectura de su vida y obra. Aunque era sacerdote y obispo, sabía cómo combinar las prácticas de la vida religiosa con los deberes de su cargo, y su casa episcopal en Hipona era para él y para algunos de su clero, un verdadero monasterio. Varios de sus amigos y discípulos elevados al episcopado imitaron su ejemplo, entre ellos Alipius en Tagaste, Posidio en Calama, Profuturo y Fortunato en Cirta, Evodio en Uzalis y Bonifacio en Cartago. Todavía había otros monjes que eran sacerdotes y que ejercían el ministerio fuera del episcopal. 
La vida religiosa del obispo de Hipona fue, durante mucho tiempo, un tema de disputa entre los Canónigos Regulares y los Ermitaños de San Agustín, y cada una de estas dos familias la reclamó exclusivamente como propia. No fue tanto el establecimiento de un hecho histórico como el establecimiento de una reclamación de precedencia lo que causó el problema, y como ambas partes no pudieron hacerlo correctamente, la disputa hubiera continuado indefinidamente si el Papa Sixto IV no le hubiera puesto fin mediante la Summum Silentium de 1484. 
Sin embargo, el silencio impuesto no fue perpetuo, y en los siglos XVII y XVIII se reanudaron las disputas entre los Canónigos y los Ermitaños, pero todo fue en vano. Pierre de Saint-Trond, Prior de los Canónigos Regulares de San Martín de Lovaina, cuenta la historia de estas disputas en el Prefacio a su Examen Testamenti S. Augustini (Lovaina, 1564). Gabriel Pennot, Nicolas Desnos y Le Large sostienen la tesis de los cánones; Gandolfo, Lupus, Giles de la Presentación y Noris sostienen la de los Ermitaños. 
Los bollandistas retienen su opinión. San Agustín siguió la vida monástica o religiosa como era conocida por sus contemporáneos y ni él ni ellos pensaron establecer entre aquellos que la habían abrazado ninguna distinción en cuanto a congregaciones u órdenes. Esta idea fue concebida en una época posterior, por lo tanto, no se puede decir que San Agustín haya pertenecido a ninguna orden en particular. Hizo leyes para los monjes y monjas de África romana, es cierto, y ayudó a aumentar su número, mientras que, a su vez, lo veneraron como a un padre, pero no pueden clasificarse como miembros de ninguna familia monástica especial.

## Temprana influencia medieval

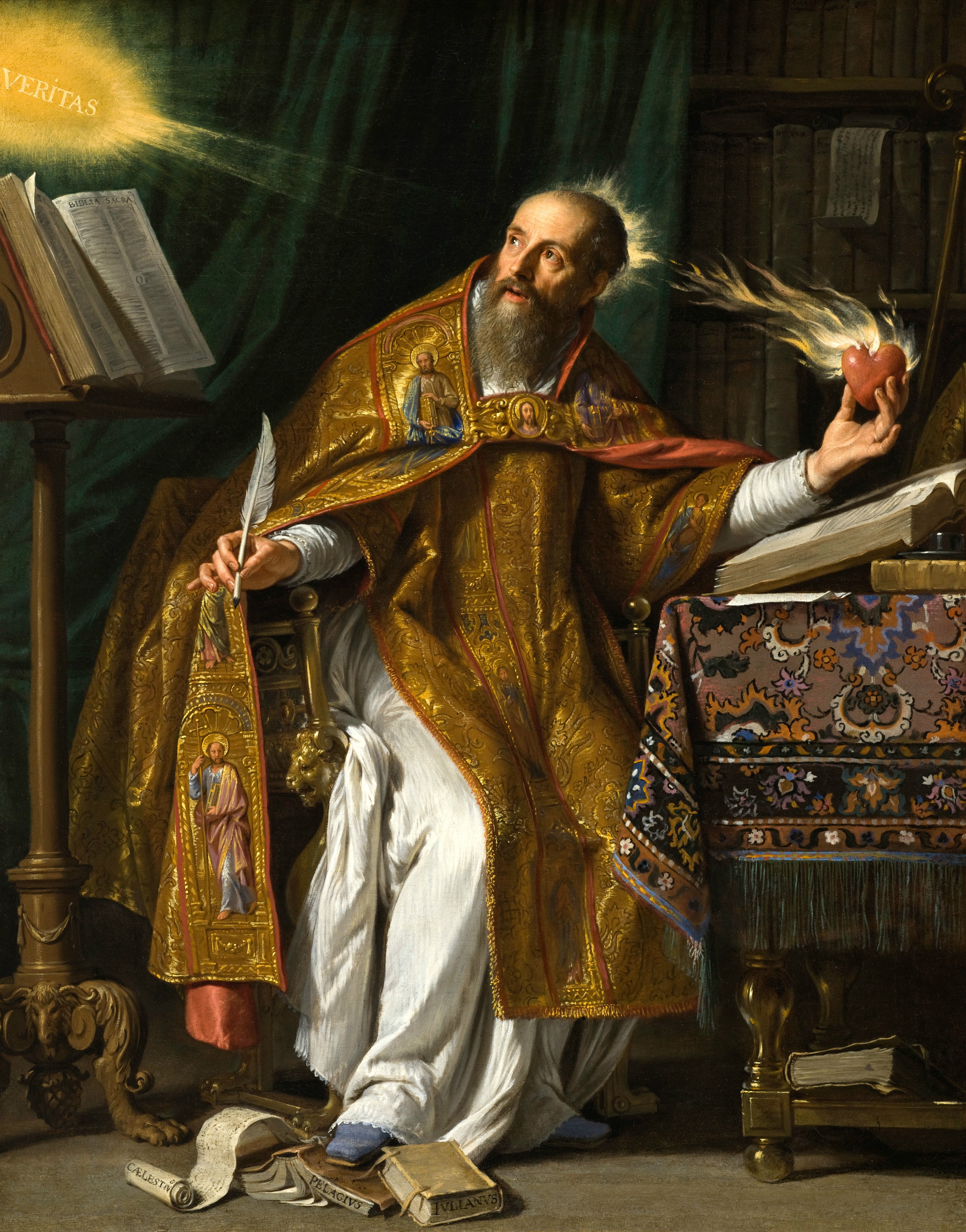
San Agustín por Philippe de Champaigne.

Cuando consideramos el gran prestigio de Agustín, es fácil entender por qué sus escritos deberían haber influido tanto en el desarrollo del monasticismo occidental. Su Carta 211 fue leída y releída por San Benito, quien tomó prestados varios textos importantes para su inserción en su propia regla. El capítulo de San Benito sobre el trabajo de los monjes está claramente inspirado en el tratado De opere monachorum, que ha hecho tanto para proporcionar una declaración precisa de la doctrina comúnmente aceptada en las órdenes religiosas. La enseñanza sobre la pobreza religiosa está claramente formulada en los sermones De vitâ et moribus clericoreun suorum y la autoría de estas dos obras es suficiente para que el Obispo de Hipona obtenga el título de Patriarca de monjes y religiosos. La influencia de Agustín, sin embargo, no fue en ninguna parte más fuerte que en el sur de la Galia en los siglos quinto y sexto. Lérins y los monjes de esa escuela estaban familiarizados con los escritos monásticos de Agustín, que, junto con los de Cassianus, eran la fuente de la que se extrajeron los elementos principales de sus reglas. 
San Cesáreo, arzobispo de Arlés, el gran organizador de la vida religiosa en esa sección, eligió algunos de los artículos más interesantes de su gobierno para los monjes de San Agustín, y en su gobierno para las monjas citadas extensamente en la Carta 211. Santos Agustín y Cesario estaban animados por el mismo espíritu que pasó del arzobispo de Arlés a san Aureliano, uno de sus sucesores, y, como él, un donante monástico. La influencia de Agustín también se extendió a los monasterios de mujeres en la Galia, donde la Regla de Cesáreo fue adoptada total o parcialmente, como, por ejemplo, en Sainte-Croix de Poitiers, Juxamontier de Besançon y Chamalières cerca de Clermont. Pero no siempre fue suficiente simplemente adoptar las enseñanzas de Agustín y citarlo; El autor del reglamento Tarnatensis, un monasterio desconocido en el valle del Ródano, introdujo en su obra el texto completo de la carta dirigida a las monjas, habiéndola adaptado previamente a una comunidad de hombres haciendo ligeras modificaciones. Esta adaptación seguramente se hizo en otros monasterios en los siglos sexto o séptimo, y en su "Codex regularum", San Benito de Aniano publicó un texto modificado de manera similar.
Por falta de información exacta, no podemos decir en qué monasterios se hizo esto y si fueron numerosos. La carta 211, que se convirtió así en la Regla de San Agustín, ciertamente constituyó una parte de las colecciones conocidas bajo el nombre general de "Reglas de los Padres" y utilizadas por los fundadores de los monasterios como base para las prácticas de la vida religiosa. 
No parece haber sido adoptado por las comunidades regulares de los cánones o de los empleados que comenzaron a organizarse en los siglos VIII y IX. La regla que les dio San Chrodegang, obispo de Metz (742-766), se extrae casi por completo de la de San Benito, y no se encuentran más rastros decididos de influencia agustiniana que en las decisiones de los Sínodos de Aquisgrán (816–819), que pueden considerarse las constituciones reales de los cánones regulares. Para esta influencia, debemos esperar la fundación de las comunidades clericales o canónicas establecidas en el siglo XI para contrarrestar eficazmente la simonía y el concubinato clerical.

## Adopción medieval

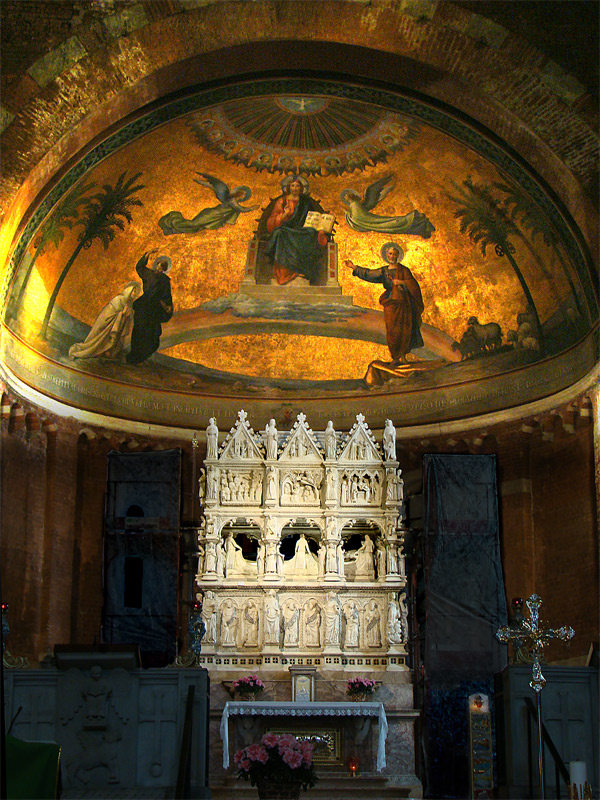
Tumba de San Agustín en Lombardia, Pavia.

En el siglo XI, varios monjes sintieron que la Regla de San Benito, que había sido el modelo estándar para la vida monástica durante los últimos cinco siglos, ya no satisfacía las demandas de una sociedad que cambia rápidamente, con su creciente urbanización, creciente alfabetización y cambios en la distribución de la riqueza y el poder. Si bien en algunos casos esto resultó en reformas destinadas a restaurar la observancia de la Regla Benedictina a su pureza original, eliminando las adiciones posteriores, también se desarrollaron grupos de clérigos o 'canónigos' que vivían en la comunidad en un estilo de vida ascético más riguroso que el que siguió por la Regla de San Benito, siguiendo el conjunto de textos antiguos conocidos como la 'Regla de San Agustín'. Estos clérigos eran ampliamente conocidos como canónigos Regulares, para distinguirlos de los canónigos 'seculares' tradicionales que seguían el antiguo y carolingio 'gobierno de Aquisgrán' , 'canónigos agustinos', 'canónigos de San Agustín', 'canónigos de Austin' o 'canónigos negros', el Consejo de Letrán de 1059 y otro consejo celebrado en Roma cuatro años después aprobaron la observancia de esta Regla para los miembros del clero.
La adopción de la Regla de San Agustín posteriormente se extendió rápidamente por Europa occidental. Los primeros canónigos victorinos adoptaron la Regla de San Agustín en 1113. En el año 1120, Norberto de Xanten eligió la Regla de San Agustín cuando fundó la Orden Premonstratense. Fue adoptado por Juan de Matha en 1198 al fundar la Orden Trinitaria. En el Cuarto Concilio de Letrán de 1215 fue aceptado como una de las reglas aprobadas de la iglesia. Luego fue adoptado por la Orden de Predicadores en 1216 cuando su orden recibió el reconocimiento papal. También fue adoptado por la Orden de San Agustín en 1256. También fue adoptado por la Orden de San Pablo el Primer Ermitaño y por la Orden de la Misericordia. En el siglo XV había más de 4500 casas en Europa siguiendo la Regla. Más de 150 comunidades lo siguen hoy.

## Familias religiosas afiliadas a la regla de San Agustín
Varias órdenes o comunidades religiosas viven o han vivido bajo la autoridad del gobierno de San Agustín:
- los Premonstratenses de san Norberto;
- los hermanos predicadores de Santo Domingo, quienes fueron inspirados por los premonstratenses;
- los Antoninos u hospitalarios de san Antón;
- los canónigos Regulares de San Agustín (C.R.S.A.), federación de comunidades de anónigos regulares creada en 1959;
- los ermitaños de San Agustín, los agustinos como orden mendicante, transformada en 1969 en la orden de San Agustín (ordo fratrum sancti Augustini, (O.S.A.);
- la Orden de Agustinos Recoletos;
- las agustinas de la orden de Penitencia de Magdalena;
- los canónigos regulares de la Madre de Dios;
- la Orden de San Jerónimo;
- la Orden Hospitalaria de San Juan de Dios;
- la Orden de Hospitalarios de Charité-Notre-Dame;
- los asuncionistas o agustinos de la Asunción;
- los servitas;
- los trinitarios;
- los mercedarios;
- los templarios, en sus inicios, también siguieron la regla de san Agustín, complementada por una regla propia;
- los canónigos regulares de San Mauricio de Agaune.
- los canónigos de la orden de Santiago

Algunas órdenes religiosas femeninas siguen una regla escrita por Agustín de Hipona para su hermana. Se puedens mencionar a los agustinos, las canónigas de Saint-Sernin en Toulouse, y las órdenes que provienen de ellos, las hijas de la divina Caridad, etc.